# Hideki Shirakawa
Hideki Shirakawa, född 20 augusti 1936 i Tokyo, är en japansk kemist. Han tilldelades Nobelpriset i kemi år 2000 för "upptäckten och utvecklandet av ledande polymerer". Han delade priset med amerikanerna Alan Heeger och Alan MacDiarmid.
Efter grundläggande teknisk utbildning vid Tokyo Kogyo-universitetet tillbringade han åren 1976–1979 vid University of Pennsylvania i USA. Han återvände sedan till Japan där han nu är professor i kemi vid materialvetenskapliga institutet vid Tsukubas universitet (från april år 2000 professor emeritus).
Vanligtvis leder plaster inte elektrisk ström. I själva verket används plast just som isolering kring koppartrådarna i vanliga elsladdar. Det har dock visat sig vara möjligt att göra vissa plaster elektriskt ledande. Plaster är polymerer, molekyler som upprepar sin struktur regelbundet i långa kedjor. För att en polymer ska kunna leda elektrisk ström måste den bestå av omväxlande enkel- och dubbelbindningar mellan kolatomerna. Den måste också "dopas", vilket innebär att man plockar bort elektroner (genom oxidation) eller för in extra elektroner (genom reduktion). Dessa "hål" eller extra elektroner kan röra sig längs polymerkedjan - den blir elektriskt ledande.
Heeger, MacDiarmid och Shirakawa var pionjärer inom detta område under slutet av 1970-talet och har därefter utvecklat ledande polymerer till ett forskningsfält av stor betydelse. Området har också gett upphov till viktiga praktiska tillämpningar. Ledande plaster används, eller är under industriell utveckling, i till exempel antistatmedel för fotografisk film, skärmskydd mot strålning från datorer och "smarta" fönster (som kan utestänga solljus). Nyligen har dessutom halvledande polymerer fått tillämpningar i lysdioder och solceller samt i displayer på mobiltelefoner och TV-skärmar i miniformat.